# Just Between Lovers
Just Between Lovers (en hangul, 그냥 사랑하는 사이; romanización revisada, Geunyang saranghaneun sai), conocida en español como Solo amor o Solo entre amantes, es una serie de televisión surcoreana transmitida desde el 11 de diciembre de 2017 hasta el 20 de enero de 2018 por JTBC.

## Historia
La serie sigue a Lee Kang-doo y Ha Moon-soo, dos individuos que han perdido a sus seres queridos en un accidente e intentan continuar con sus vidas como si no sintieran dolor por sus pérdidas.
Lee Kang-doo, era un joven atleta que soñaba con convertirse en un jugador de fútbol profesional, sin embargo luego de verse envuelto en un trágico accidente que le lesiona la pierna y también le quita la vida a su padre, deja sus sueños cuando se ve obligado a someterse a tres años de rehabilitación para sus piernas lesionadas. Ahora Kang-doo no tiene nada y sólo pasa sus días sin hacer nada, hasta que conoce a Ha Moon-soo.
Por otro lado Ha Moon-soo es una joven arquitecta que trabaja realizando modelos a escala, quien luego de tener un accidente en el que muere su hermana menor, comienza a sufrir culpa por haber sobrevivido. Moon-soo vive su vida seriamente y suprime sus sentimientos, sin embargo luego de conocer a Kang-doo, comienza a abrirse y a expresarlos.
Poco después de conocerse tanto Kang-doo como Moon-soo comienzan a enamorarse y juntos intentarán sanar las cicatrices internas que tienen después de las pérdidas de sus seres queridos.

## Reparto

### Personajes principales[1]
| Actor       | Personaje    | Ocupación                                                            | Episodios | Duración    |
| ----------- | ------------ | -------------------------------------------------------------------- | --------- | ----------- |
| Lee Jun-ho  | Lee Kang-doo | ex-Atleta                                                            | 16        | 2017 - 2018 |
| Won Jin-ah  | Ha Moon-soo  | Arquitecta                                                           | 16        | 2017 - 2018 |
| Lee Ki-woo  | Seo Joo-won  | Gerente de la Firma de Arquitectura                                  | 15        | 2017 - 2018 |
| Kang Han-na | Jung Yoo-jin | Coordinadora de Asuntos Externos en "Chung Yoo Construction Company" | 15        | 2017 - 2018 |

### Personajes recurrentes
| Actor          | Personaje               | Ocupación                 | Nº de episodios | Duración    |
| -------------- | ----------------------- | ------------------------- | --------------- | ----------- |
| Nam Da-reum    | Lee Kang-doo (de joven) | -                         | -               | 2017 - 2018 |
| Park Si-eun    | Ha Moon-soo (de joven)  | -                         | -               | 2017 - 2018 |
| Park Hee-von   | Kim Wan-jin             | Escritora de Webtoon      | -               | 2017 - 2018 |
| Kim Min-kyu    | Jin Young               | Asistente de Wan-jin      | -               | 2017 - 2018 |
| Kim Hye-jun    | Lee Jae-young           | -                         | -               | 2017 - 2018 |
| Kim Kang-hyun  | Sang-man                | -                         | -               | 2017 - 2018 |
| Ahn Nae-sang   | Ha Dong-chul            | Padre de Moon-soo         | -               | 2017 - 2018 |
| Yoon Yoo-sun   | Yoon-ok                 | Madre de Moon-soo         | -               | 2017 - 2018 |
| Han Seo-jin    | Ha Yeon-soo             | Hermana Menor de Moon-soo | -               | 2017 - 2018 |
| Nam Ki-ae      | -                       | Madre de Joo-won          | -               | 2017 - 2018 |
| Tae In-ho      | Jung Yoo-taek           | Hermano Mayor de Yoo-jin  | -               | 2017 - 2018 |
| Na Moon-hee    | Jung Sook-hee           | Vendedora de Medicinas    | -               | 2017 - 2018 |
| Park Kyu-young | So-mi                   | -                         | -               | 2017 - 2018 |
| Yoon Se-ah     | Ma-ri                   | Dueña del Club "Marianne" | -               | 2017 - 2018 |

### Otros personajes
| Actor           | Personaje | Ocupación           | N.º de episodios | Duración |
| --------------- | --------- | ------------------- | ---------------- | -------- |
| Anupam Tripathi | -         | Cliente de Sook-hee | -                | 2017     |

### Apariciones invitadas
| Actor         | Personaje     | Ocupación | N.º de episodios | Duración |
| ------------- | ------------- | --------- | ---------------- | -------- |
| Kim Jin-woo   | Lee In-yong   | -         | -                | 2017     |
| Hong Kyung    | Choi Sung-jae | -         | -                | 2017     |
| Kim Kwang-kyu | -             | -         | 1                | 2017     |

## Episodios
La serie estuvo conformada por 16 episodios, los cuales fueron emitidos cada lunes y martes a las 23:00 horas (zona horaria de Corea (KST)).

## Premios y nominaciones
| Año  | Categoría                       | Premio                   | Nominado (a) | Resultado |
| ---- | ------------------------------- | ------------------------ | ------------ | --------- |
| 2018 | Mejor actriz revelación         | 6th APAN Star Award      | Won Jin-ah   | Ganó      |
| 2018 | Mejor actriz revelación (Drama) | 2nd Seoul Award          | Won Jin-ah   | Nominada  |
| 2018 | Mejor actriz revelación         | 54th Baeksang Arts Award | Won Jin-ah   | Nominada  |

## Producción
Fue creada por la JTBC y también es conocida como "Rain or Shine", "Just in Love", "Just Lovers" y "Simply in Love".
La serie fue dirigida por Kim Jin-won, cuenta con la escritora Yoo Bo-ra.
La producción estuvo a cargo de Park Woo-ram, junto con el apoyo de los productores ejecutivos Ham Young-hoon, Kim Ji-yeon y Park Jae-sam.
La serie marcó el primer papel protagónico del actor y cantante Lee Jun-ho, quien protagonizará el drama junto a la actriz Won Jin-ah.
La lectura del guion se realizó el 22 de agosto del 2017.
Contó con la compañía de producción "Celltrion Entertainment" y es distribuida por la JTBC.